# بدلتا عند الولادة (مسلسل تلفزيوني)
بُدِّلتا عند الولادة (بالإنجليزية: Switched at Birth)‏ هو مسلسل تلفزيوني درامي أمريكي للمراهقين والعائلة، بدأ عرضه على قناة ABC العائلة في 6 يونيو 2011 ، الساعة 9:00   ET/PT.  تقع الدراما التي مدتها ساعة واحدة في منطقة مدينة كانساس سيتي ‏ ، وهي تدور حول مراهقتين بدلتا عند الولادة ‏ ونشأتا في بيئتين مختلفتين تمامًا: واحدة في ضاحية غنية ، والآخرى في حي تسكته الطبقة العاملة.  وفقًا لقناة ABC Family ، يعد هذا «أول مسلسل تلفزيوني على قناة معروفة يحتوي على العديد من الأبطال الصم وضعاف السمع، وعلى مشاهد اصُوّرت بالكامل بلغة الإشارة الامريكية (ASL)».
كانت بداية العرض على ABC Family الأعلى تقييما لمسلسل تلفزيوني حتى الآن.  فاز المسلسل بجائزة Peabody الفخرية في عام 2013 ، وفي 30 يوليو ، طلبت ABC Family موسمًا ثالثًا تم عرضه في 13 يناير 2014   في 13 أغسطس 2014 ، جددت ABC Family المسلسل للموسم الرابع ، الذي تم عرضه لأول مرة في 6 يناير 2015. 
في 21 أكتوبر 2015 ، أكدت  ABC Family (التي تم تغيير اسمها الآن باسم Freeform ) أن السلسلة قد تم التجديد لها لموسمها الخامس ،  والذي تم تأكيده لاحقًا أنه الموسم الأخير.   في 19 مارس 2016 ، تم إعلان أن عرض الموسم الخامس سيُأجّل من مارس 2016 إلى يناير 2017.   في أكتوبر 2016 ، أعلنت الشبكة أن الموسم الأخير سيعرض لأول مرة في 31 يناير 2017.

## الحبكة
تكتشف باي كينيش ، وهي فتاة مراهقة تعيش في مدينة كانساس سيتي في ميشن هيلز ، كانساس ، من تجربة مختبر في المدرسة أن فصيلة دمها لا تتفق مع فصيلة دم والديها.  أكدت الاختبارات الجينية أن باي ليست ابنة كينيشز البيولوجية.  تبين أن المستشفى قد بدّلت باي عن طريق الخطأ عند الولادة مع دافني ، التي تربيتها والدتها ريجينا وجدّتها أدريانا في حي إيست ريفرسايد ذي الدخل المنخفض في ميسوري .  دافني صماء ، بعد أن فقدت سمعها نتيجة الإصابة بالتهاب السحايا في سن الثالثة.  يقوم الكينيشيون بدعوة دافني وريجينا إلى بيتهم ، وبعد أن علموا أن ريجينا تكافح ماليًا ، اقترحوا أن تنتقل ودافني إلى بيت الضيافة الخاص بهم مع الجدة أدريانا ، وهو عرض قبلته ريجينا. 
يفرض هذا الوضع على الفتاتان ، مع كلتا العائلتين ، فهم خلافاتهما وتبني أوجه التشابه بينهما.  الفتاتان في بعض الأحيان تكافحان لفهم هوياتهما.  تكتشف باي أنها ورثت موهبتها الفنية من ريجينا ، وتكتشف دافني أنها ورثت مهارة جون الرياضية وحب كاثرين للطبخ.  تتعلم كلتا الأمين الارتباط مع بناتهما البيولوجيتين ، بينما تُغضِبان غالبًا بنتاهما القانونيتان عن غير قصد.  جون يتعلم كيف يرتبط مع ابنته الجديدة من خلال تدريب فريق كرة السلة التابع لمدرستها للصم وتوظيفها في مكتب إحدى سلاسل غسيل السيارات المحلية التي يملكها.  تدفع باي حاجة إلى العثور على والدها البيولوجي ، أنجيلو سورينتو ، الذي غادر ريجينا بعد فترة وجيزة من إصابة دافني بالصم. List of Switched at Birth episodes

## الممثلون

### الشخصيات الاساسية
- شون بيردي في دور إيميت بلدسو (شخصية دائمة في المواسم 1-4 ، شخصية متكررة في الموسم 5) ، أفضل صديق لدارفني وهو أيضًا أصم.  يواعد في وقت لاحق باي.
- لوكاس جرابيل في دور توبي كينيش: شقيق باي ودافني الأكبر.
- كاتي لوكليرك في دور دافني بالوما فاسكيز (ولدت باي مادلين كينيش): الابنة البيولوجية لجون وكاثرين كينيش.  تعاني من صعوبة السمع وليس صمما كاملا، تعلمت لوكليرك لغة الإشارة الأمريكية في سن 17 عامًا ، قبل تشخيصها بمرض منير في العشرين من عمرها والذي يجري في عائلتها.  لقد طورت لهجة صماء لدورها كدافني ، لكنها تتحدث دونها لفترة وجيزة في مشهد في الموسم الأول ، الحلقة 9 حيث تحلم دافني أن التبديل لم يقع أبدًا ، وأنها نشأت كباي كينيش وتحتفظ بسمعها.  تتحدث أيضًا دون لهجة خلال الحلقة 15 بأكملها تقريبًا من الموسم الثاني ، "Ecce Mono" ، وهي حقيقة بديلة نشأت فيها دافني مع الكنيشيين منذ سن الثالثة وحصلت على زراعة القوقعة .
- فانيسا مارانو بدور باي مادلين كينيش (ولدت دافني بالوما فاسكيز): الابنة البيولوجية لريجينا فاسكيز وأنجيلو سورينتو.  لقد نشأت في حي ميشن هيلز الثري مع والداها جون وكاثرين كينيش.  باي فنانة موهوبة للغاية ولديها حب خاص لفريدا كاهلو .  يمكن أن تكون باي مندفعة جدًا في بعض الأحيان ، وفي البداية ، لا تتقبل أخبار التبديل بسهولة.  ومع ذلك ، فهي تتحسن تدريجياً في قبول أن ريجينا وكنيش كلاهما عائلتاها.
- كونستانس ماري في دور ريجينا فاسكيز: والدة باي البيولوجية ووالدة دافني القانونية.
- د. و. موفيت في دور جون كينيش: الأب القانوني لباي ووالد دافني البيولوجي.
- ليا تومبسون في دور كاثرين كينيش: والدة باي القانونية ووالدة دافني البيولوجية.
- جيل ماريني في دور أنجيلو سورينتو (متكرر الظهور في الموسم 1 ، دائم الظهور في الموسمين 2-3): [11] والد باي البيولوجي ووالد دافني القانوني.

<span data-segmentid=
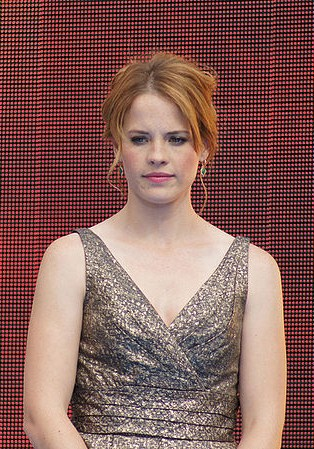
كاتي لوكلير في دور دافني فاسكيز
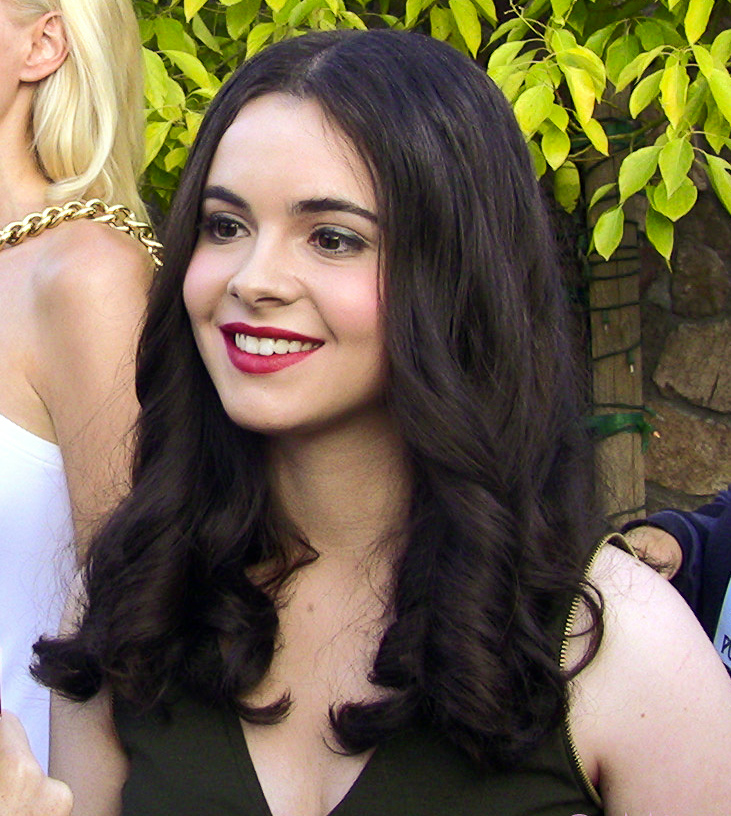
فانيسا مارانو في دور باي كينيش
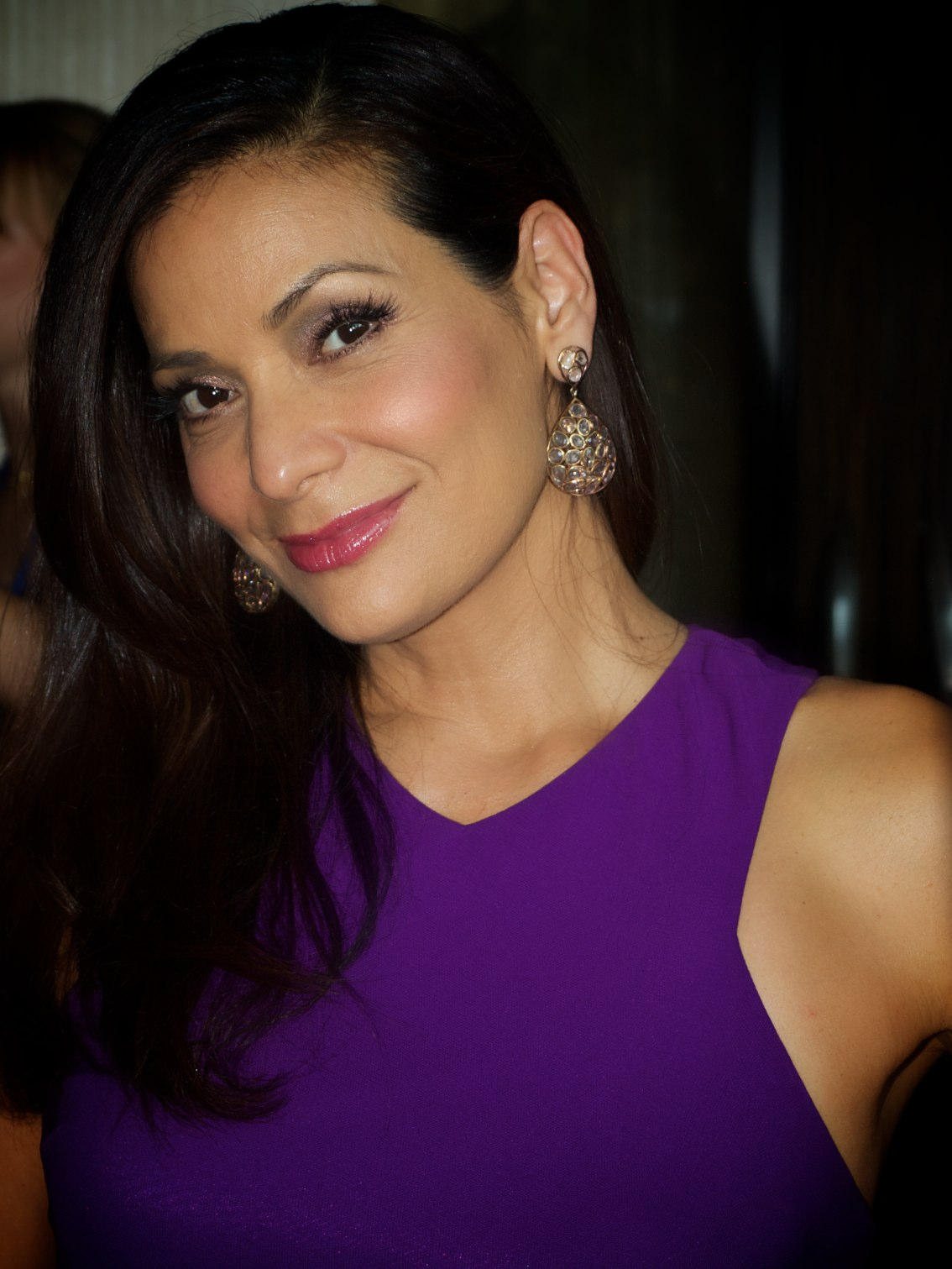
كونستانس ماري في دور ريجينا فاسكيز
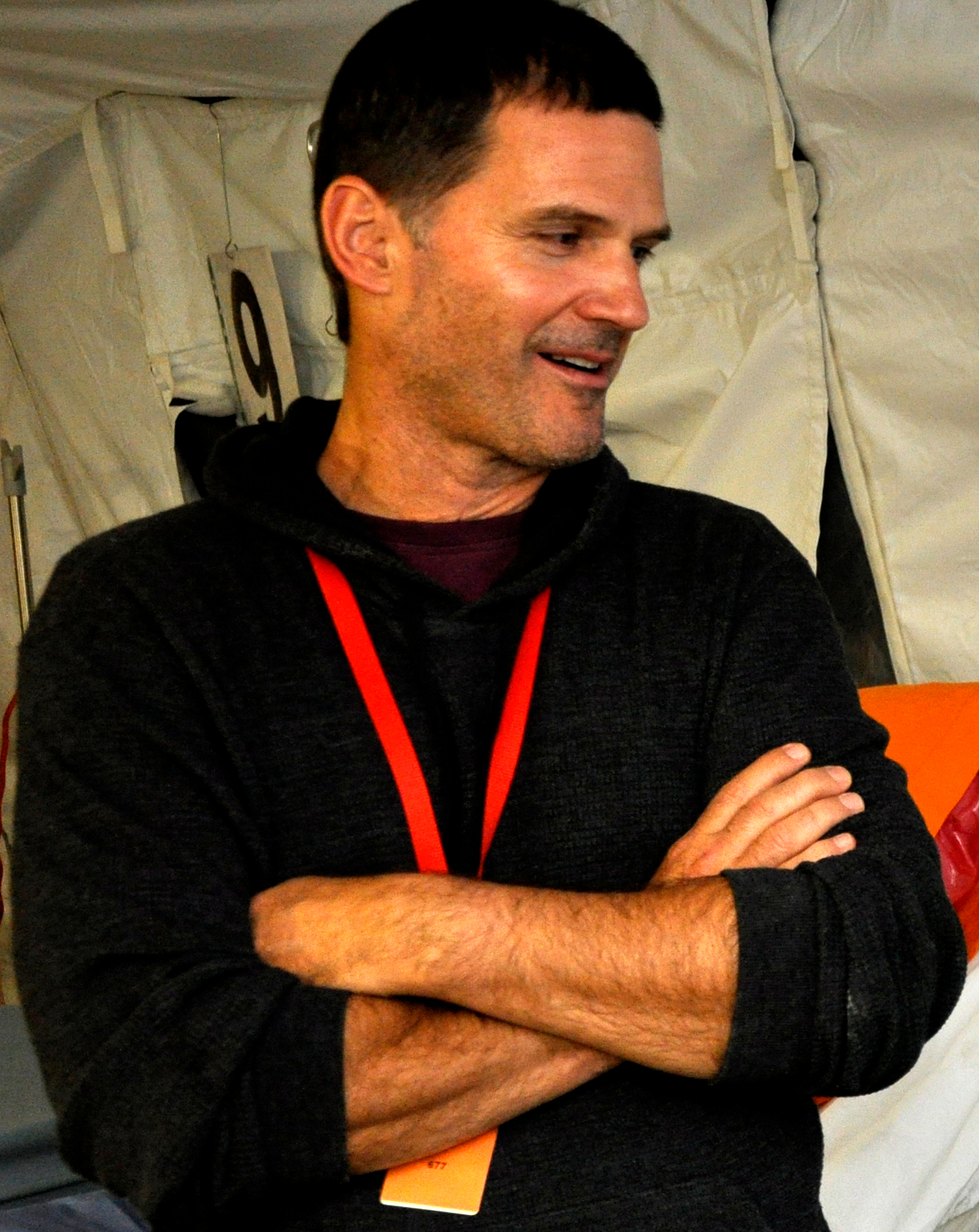
د.و. موفيت في دور جون كينيش
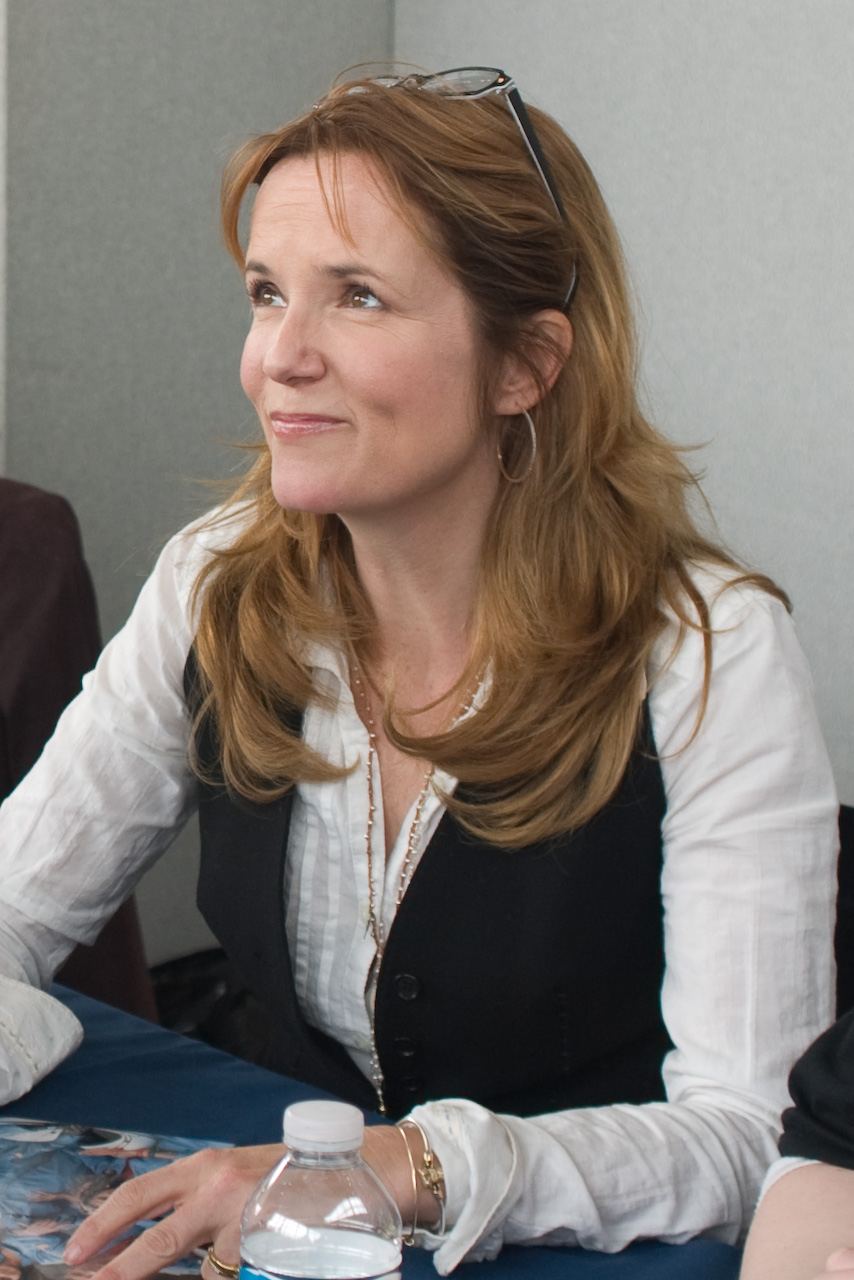
ليا تومبسون في دور كاثرين كينيش
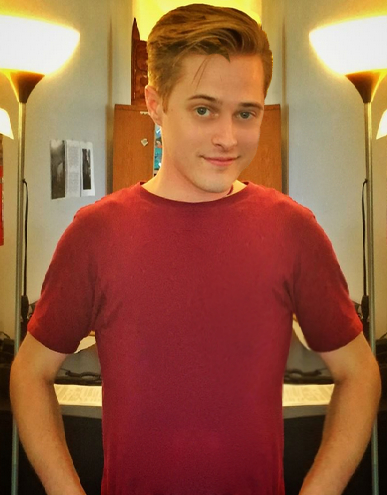
لوكاس جرابيل في دور توبي كينيش
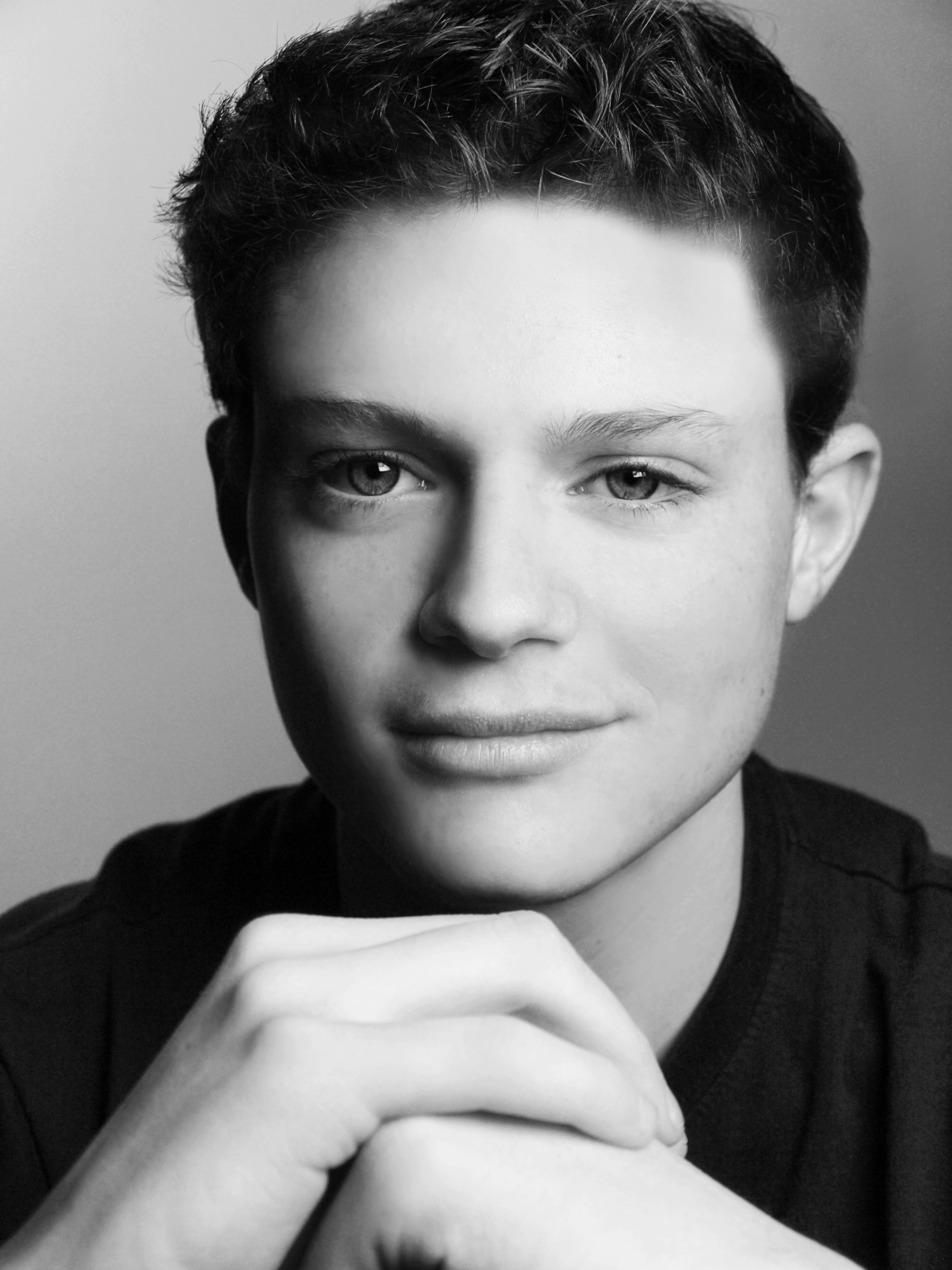
شون بيردي في دور ايميت بليدسو
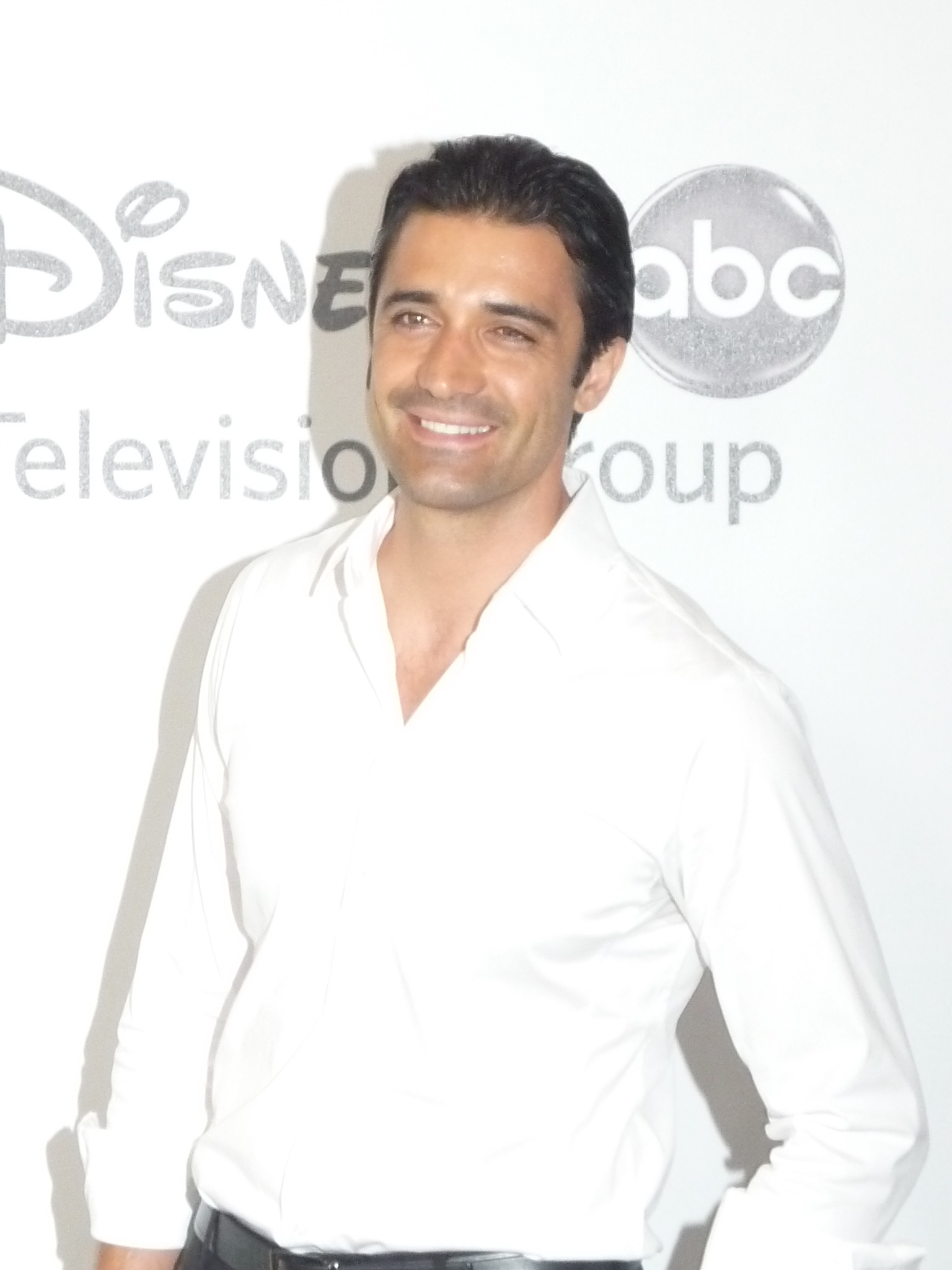
جيل ماريني في دور أنجيلو سورينتو

### شخصيات متكررة الظهور
- مارلي ماتلين في دور ميلودي بليدسو ، والدة إيميت وصديقة ريجينا وهي صماء أيضًا.
- إيفون كول  [لغات أخرى]‏ في دور أدريانا فاسكيز ، والدة ريجينا.  هناك مزحة جارية في العرض أن أدريانا تحب مشاهدة المسلسلات المكسيكية، وتكرر أنها لا تستطيع منافسة الدراما الحقيقية التي يسببها أنجيلو.[12]
- أوستن بتلر في دور ويلكيه ، أفضل صديق لتوبي والذي يواعد دافني لفترة وجيزة.
- ميارا والش في دور سيمون سنكلير ، عدوة باي وصديقة توبي السابقة، وكذلك صديقة ويلكي السابقة
- بلير ريدفورد في دور تاي ميندوزا ، صديق باي السابق وصديق ريجينا ودافني من حيهم القديم
- تشارلز مايكل ديفيز في دور ليام لوبو، صديق وباي ودافني السابق.
- ب.ك. كانون في دور ماري بيت ، صديقة باي وتاي وصديقة ترافيس السابقة
- أنتوني ناتالي  [لغات أخرى]‏ في دور كاميرون بليدسو والد إيميت
- ت.ل. فورسبيرج في دور أوليفيا ، حبيبة كاميرون بليدسو السابقة محبة المخدرات
- كريستوفر ويل في دور باتريك ، صديقه ريجينا السابق
- تانيا ريموند كصديقة باي المتمردة زارا
- جستين برونينج في دور الشيف جيف ريكرافت ، رئيس دافني وصديقها لفترة وجيزة
- ريان لين في دور ترافيس بارنز ، صديق دافني الأصم.  حصل لين في دور ترافيس على جائزة RJ Mitte Diversity Award في جوائز Media Access Awards لعام 2013.
- ماكس لويد جونز في دور نوح ، صديق باي الذي يعاني من صعوبة في السمع (وصديقها قصير الأجل).  تتشابه الشخصية مع وضع كاتي لوكليرك في حياتها الحقيقية ، حيث فقدت السمع بسبب مرض مينيير الموروث.
- آني إيلونش في دور لانا ، أم لطفل أنجيلو الثاني
- كاسي طومسون في دور نيكي باباجوس (كينيش) ، زوجة توبي السابقة
- ستيفاني نوجيراس  [لغات أخرى]‏ في دور ناتالي بيرس ، طالبة كارلتون التي أصبحت صديقة لباي
- ماكس أدلر في دور مايلز «تانك» كونروي ، صديق باي السابق وزميل الغرفة السابق لتوبي
- أليك مابا  [لغات أخرى]‏ في دور رينزو ، صديقة كاثرين التي تقابلها أثناء دروس الرقص
- آر جي مت بدور كامبل بينجمان ، طالب تمهيدي في كلية الطب، ومستخدم كرسي متحرك ومتطوع في العيادة المجانية حيث تخدم دافني ساعات من خدمة المجتمع.  واعد لفترة وجيزة دافني.
- ديفيد كاستانييدا في دور جورج ، صديق دافني السابق
- بيانكا بيثون في دور شاري ، صديق دافني وزميل في لعبة الهوكي من كارلتون
- شارون بيير لويس  [لغات أخرى]‏ في دور إيريس ، زميلة غرفة دافني التي تستطيع السماع والإشارة، وابنة عم مترجمة الإشارة في تمهيدي طب
- آدم هاجنبوش في دور جريج «مينغو» شيمينغو ، صديق الكلية لدافني وابن مدير أعمال جون السابق
- نايل دي ماركو في دور غاريت باندوتشي ، طالب كارلتون وزميل ترافيس ، الذي يهتم بباي عاطفيا.  هو أيضا أصم.
- دانييل دورانت  [لغات أخرى]‏ في دور ماثيو ، صبي أصم يحاول وضع إطار للطلاب السامعين في المدرسة.  وكشف أيضا أنه مثلي الجنس ومهتم عاطفيا بايميت.
- راشيل شينتون  [لغات أخرى]‏ في دور ليلي سامرز ، الجارة التي أصبحت حاملاً بطفل توبي.
- أليس لي في دور سكاي.
- كينيث ميتشل في دور ويس ، رئيس ريجينا.

<span data-segmentid=
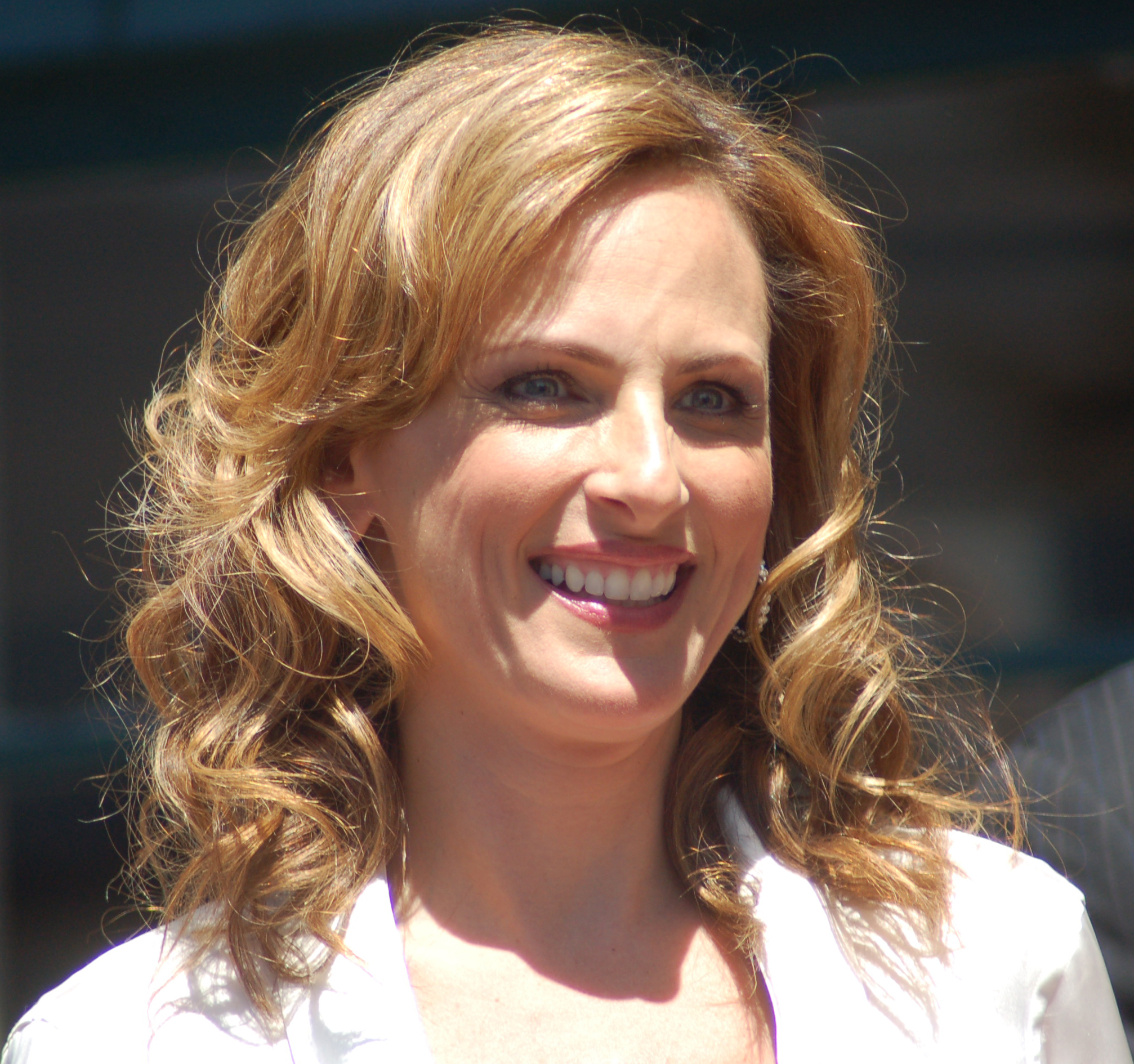
مارلي ماتلين في دور ميلودي بليدسو
ريان لين في دور ترافيسريان لين في دور ترافيس
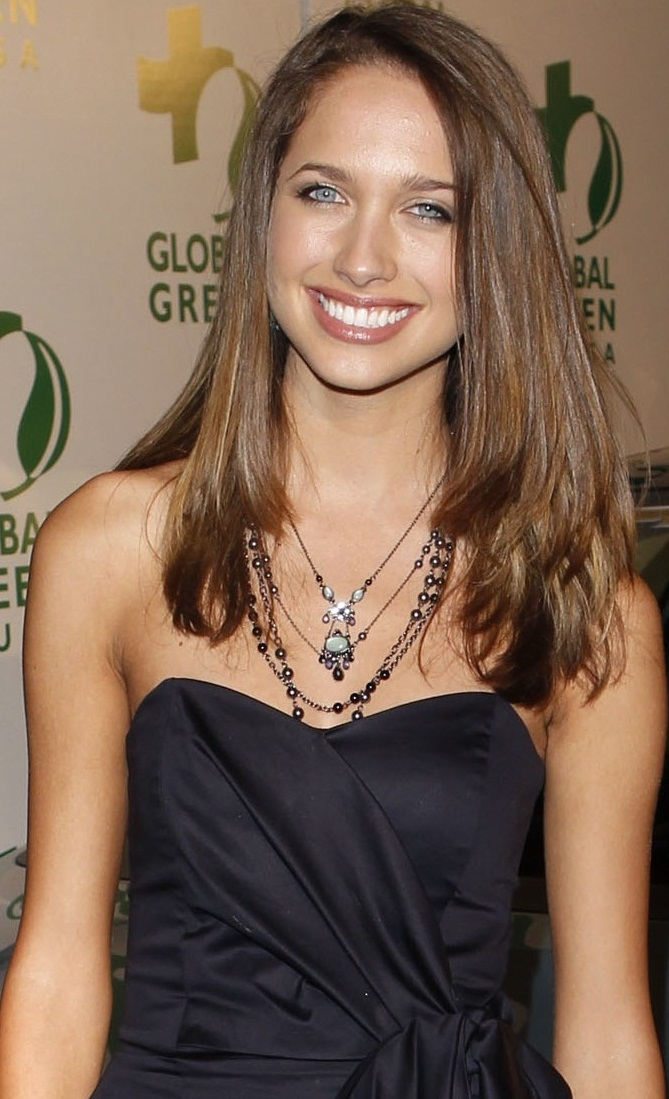
ميارا والش في دور سيمون سنكلير
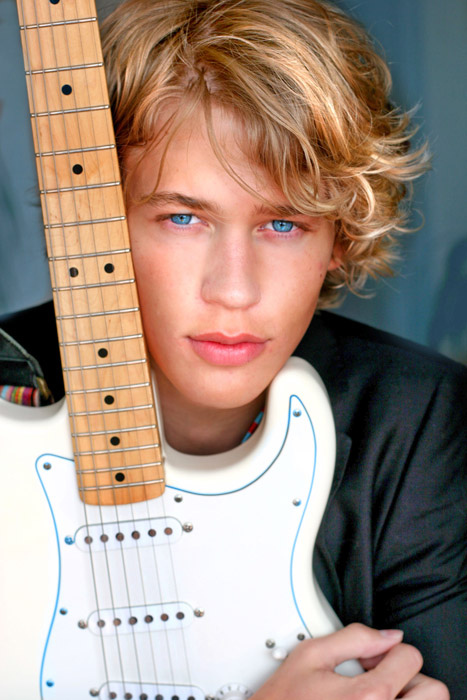
أوستن بتلر في دور جيمس ويلكيرسون
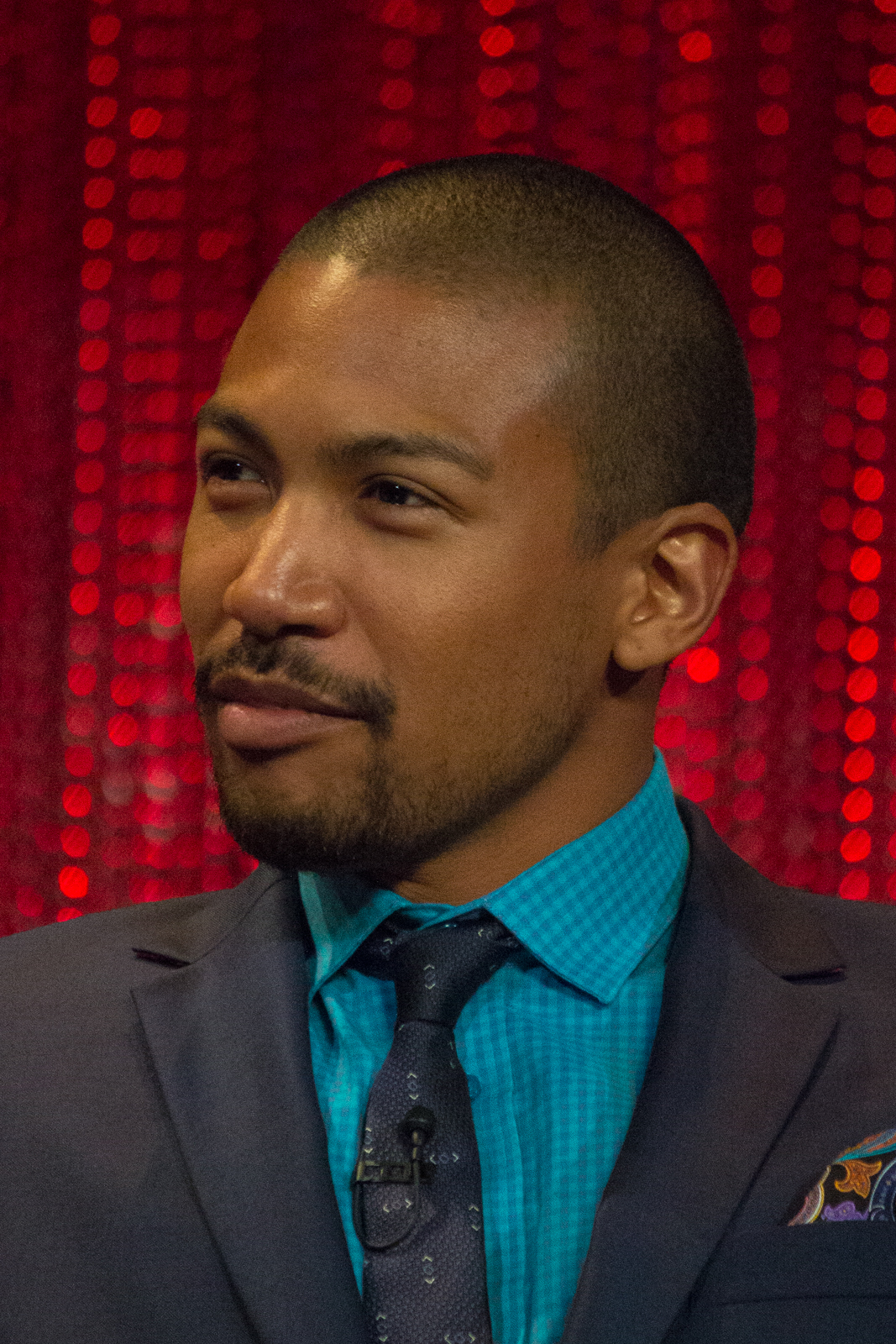
تشارلز مايكل ديفيز في دور ليام لوبو
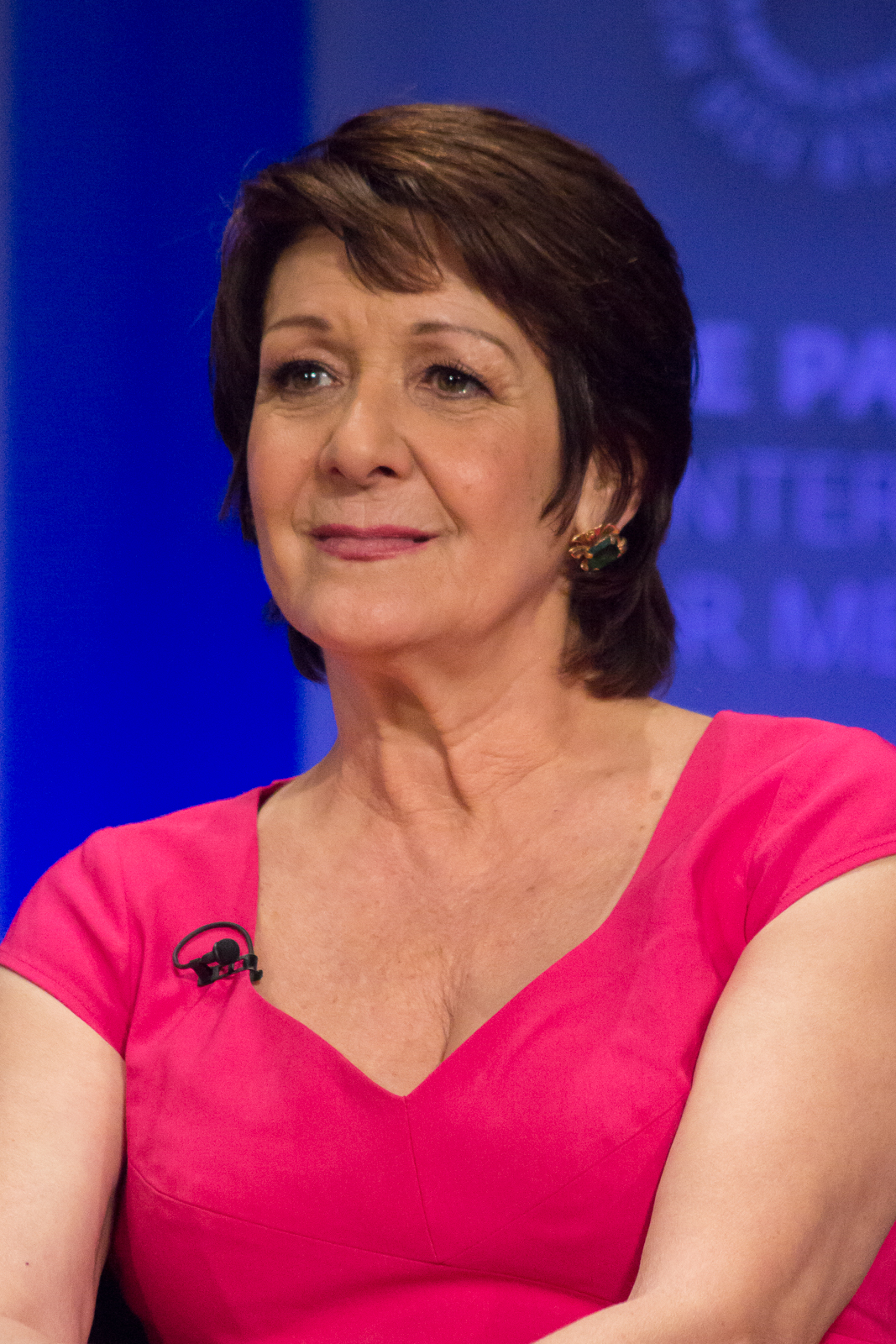
أدريان كول  [لغات أخرى]‏ في دور أدريانا فاسكويز
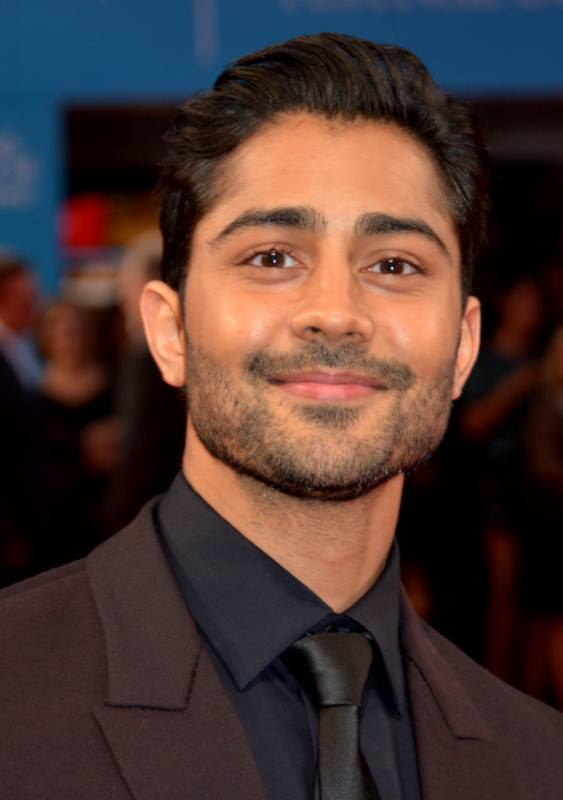
مانيش دايال في دور السكوبا
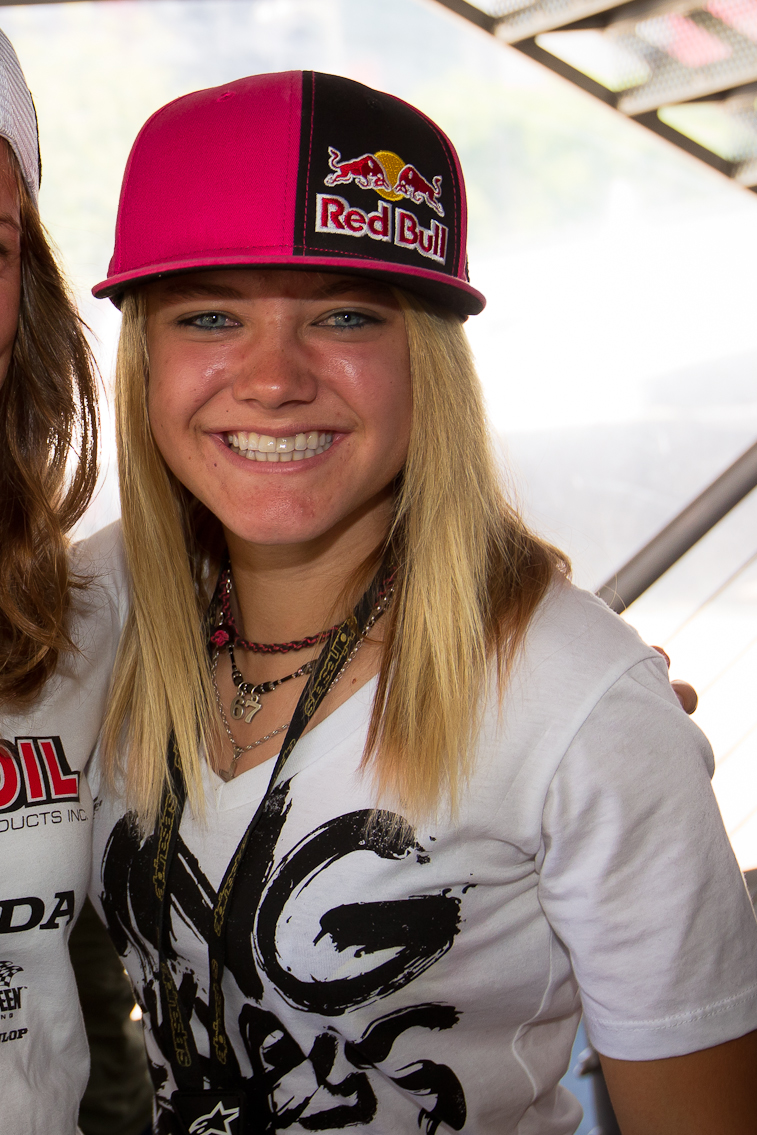
اشلي فيوليك  [لغات أخرى]‏ في دور روبن سويلر
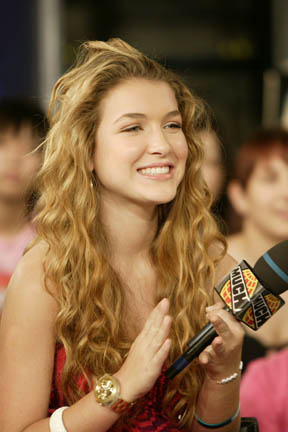
ناتاليا راموس في دور غريتشن
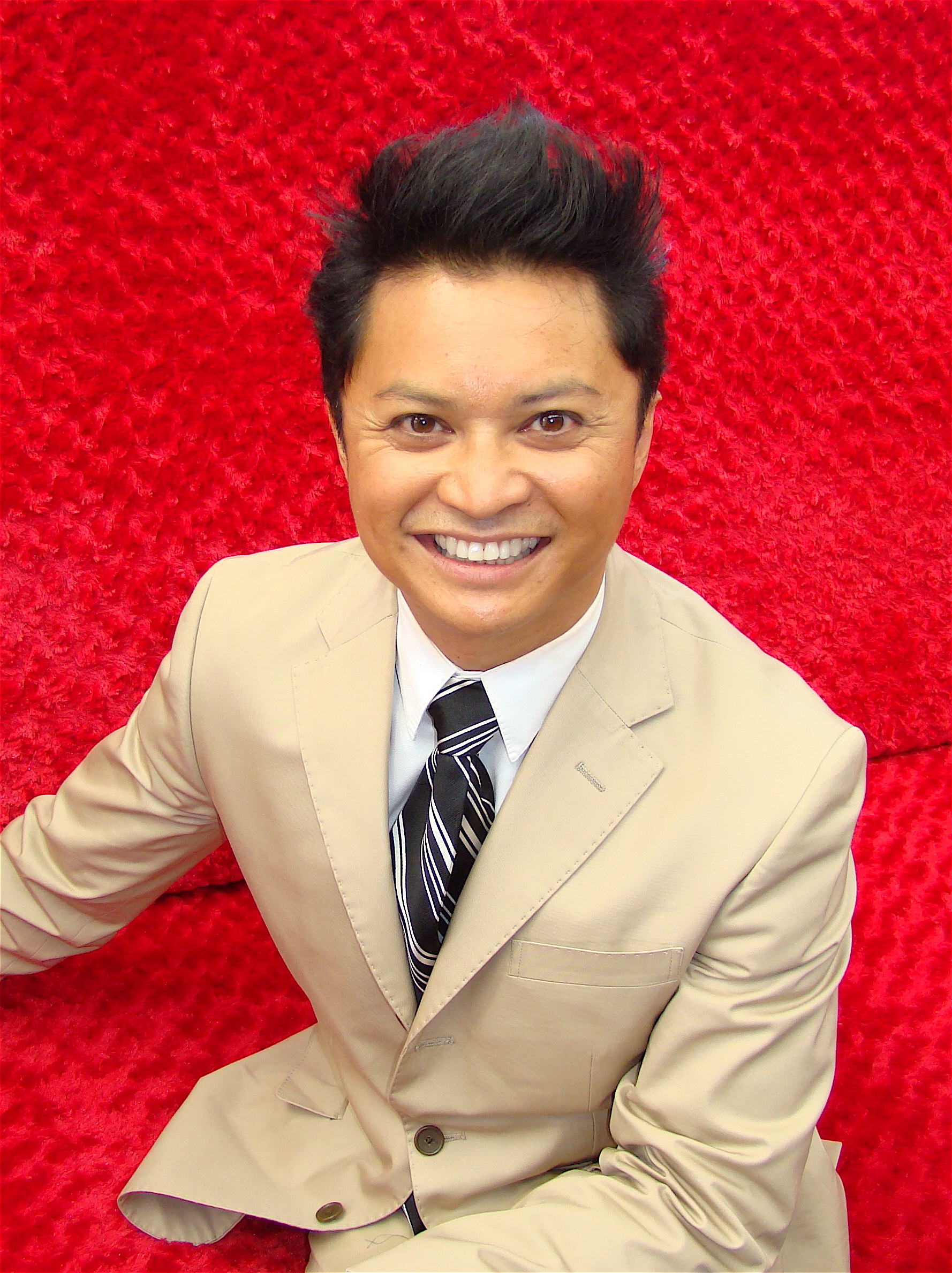
أليك مابا  [لغات أخرى]‏ في دور رينزو

### الضيوف
- تظهر ميريديث باكستر في الموسم الأول كأم كاثرين، بوني ، وهي مستثمرة مشاركة في شركة جون لغسيل السيارات ، التي حولت نظرها من باي إلى دافني بعد أن علمت بالتبديل.
- يظهر كوربن بيرسن في الموسم الأول كوالد ويلكي ، جيمس ويلكس جونيور ، الذي يضطلع بمهمة غير سارة تتمثل في إخبار دافني بأنه سيرسل ابنه المضطرب إلى مدرسة داخلية.
- تظهر شيللي لونج في الموسم الأول في دور ريا بيلوز ، وهي ناشرة تشجع كاثرين على كتابة مذكراتها الخاصة بالتبديل.
- تيريل تيلفورد في دور إريك ، افتتح مقهى وأصبحت ريجينا الآن شريكة له.  كلاهما في علاقة.  إريك لديه ولد شاب وماض غامض.
- ساندرا برنارد في دور تيريزا ليدارسكي ، مدرسة فنون باي في الموسم الثالث.
- يظهر ديفي سانتوس في الموسم الثالث ، الحلقة 12: الحب بين الأنقاض كمارتن ، صديق ناتشو.
- يظهر سام أديجوك  [لغات أخرى]‏ في الموسم الخامس ككريس ووكر.

## الإنتاج
في 1 أغسطس 2011 ، أعلنت ABC Family أنها تطلب المزيد من الحلقات للموسم الأول من بدلتا عند الولادة ، وبذلك وصل الموسم الأول إلى 30 حلقة.  بعد بث حلقات المسلسل العشرة الأولى التي انتهت في 8 أغسطس 2011 ، استمرت السلسلة مع العرض الأول لفصل الشتاء في 3 يناير 2012 ، بثت 12 حلقة إضافية حتى 20 مارس 2012.   بدأت السلسلة في بث 8 حلقات متبقية من موسمها الأول في 3 سبتمبر 2012.  في 17 أغسطس 2012، جددت ABC Family بدلتا عند الولادة لموسم ثانٍ ؛  عرض لأول مرة في 7 يناير 2013.  بعد انتهاء الربيع في 11 مارس 2013، تم استئناف الموسم الثاني في 10 يونيو 2013.  في 30 يوليو 2013 ، جددت ABC Family العرض للموسم الثالث الذي عرض في 13 يناير 2014. 
يحتوي العرض على خبير لغة الإشارة الأمريكية الذي يساعد في التأكد من أن لغة الإشارة المستخدمة من قبل الممثلين الدائمين الأربعة الذين يعرفون لغة الإشارة مالأمريكية معرفة جيدة (كاتي لوكلير ، شون بيردي ، كونستانس ماري ، ومارلي ماتلين) جميعهم يستخدمون لهجة واحدة. 
في يوم 4 مارس 2013 تم بث حلقة «الانتفاضة» من الموسم الثاني، في الذكرى السنوية الخامسة والعشرين لاحتجاجات «رئيس أصم الآن ‏» التي وقعت في جامعة جالوديت . تضمنت الحلقة مظاهرة احتجاجية مماثلة بقيادة الطلاب حول إغلاق مدرسة كارلتون للصم ، أنتجت الحلقة بالكامل تقريبا بلغة الإشارة.

### مواقع التصوير
تم تصوير العرض في لوس أنجلوس ، كاليفورنيا .  القطات المستخدمة في عدة حلقات تتضمن فيديو لوسط مدينة كانساس سيتي بولاية ميسوري ، بما في ذلك: لقطة من نصب الحرية التذكاري في الحلقة الأولى ؛ متحف كيمبر للفن المعاصر ‏ ولوس بارك ‏.  تم تصوير المشاهد في سانتا كلاريتا وفالنسيا وبيفرلي هيلز وباسادينا. 

## البث
| البلد / المنطقة                        | القناة        | عرض أول         | عنوان                             | المرجع. |
| -------------------------------------- | ------------- | --------------- | --------------------------------- | ------- |
| الولايات المتحدة                       | شكل حر        | 6 يونيو 2011    | Switched at Birth                 | [ 1 ]   |
| اميركا اللاتينية                       | سوني سبين     | 7 نوفمبر 2011   | Cambiadas al nacer                | [ 24 ]  |
| كندا                                   | YTV W Network | 16 يناير 2012   | Switched at Birth                 | [ 25 ]  |
| إيطاليا                                | تلفزيون ديجاي | 8 فبراير 2012   | Switched at Birth – Al posto tuo  | [ 26 ]  |
| روسيا                                  | قناة ديزني    | ديسمبر 3 ، 2012 | Их перепутали в роддоме           | [ 27 ]  |
| فرنسا                                  | 6ter          | 3 يناير 2014    | Switched                          | [ 28 ]  |
| ألمانيا · النمسا · ليختنشتاين · سويسرا | قناة ديزني    | 20 يناير 2014   | Switched at Birth                 | [ 29 ]  |
| إسرائيل                                | نعم الدراما   | 6 يونيو 2011    | הוחלפו בלידתן (مبدلة عند الولادة) |         |

## الاستقبال
العرض الأول للعرض على  ABC Family  كان الأعلى تصنيفًا على الإطلاق ، حيث سجل 3.3 مليون مشاهد.  وكان المجموع ، بما في ذلك إعادة الحلقة الأولى في وقت لاحق من ذلك المساء ، يقدر بنحو 4.9   مليون.    

### التقييمات
| الموسم | وقت العرض( ET ) | عدد الحلقات | لاول مرة      | لاول مرة                            | لاول مرة          | انتهى            | انتهى                           | انتهى             | موسم التلفزيون | المشاهدين (بالملايين) |
| الموسم | وقت العرض( ET ) | عدد الحلقات | تاريخ         | عدد مشاهدات العرض الأول (بالملايين) | تقييم أعمار 18-49 | تاريخ            | عدد مشاهدين الخاتمة (بالملايين) | تقييم أعمار 18-49 | موسم التلفزيون | المشاهدين (بالملايين) |
| ------ | --- | ----------- | ------------- | ----------------------------------- | ----------------- | ---------------- | ------------------------------- | ----------------- | -------------- | --------------------- |
| 1      | الاثنين 9:00 مساءً (6 يونيو - 8 أغسطس 2011) الثلاثاء 8:00 مساءً (3 يناير - 20 مارس 2012) الاثنين 8:00 مساءً (3 سبتمبر - 22 أكتوبر 2012) | 30          | 6 يونيو 2011  | 3.30                                | 1.3               | 22 أكتوبر 2012   | 1.78                            | 0.8               | 2011-2012      | 2.08                  |
| 2      | الاثنين 8:00 مساءً | 21          | 7 يناير 2013  | 1.70                                | 0.7               | 19 أغسطس 2013    | 1.96                            | 0.8               | 2013           | 1.72                  |
| 3      | الاثنين 8:00 مساءً | 22          | 13 يناير 2014 | 1.76                                | 0.7               | December 8, 2014 | 1.40                            | 0.6               | 2014           | 1.42                  |
| 4      | الثلاثاء 9:00 مساءً (6 يناير - 10 مارس 2015) <br/> الاثنين 8:00 مساءً (24 أغسطس - 26 أكتوبر 2015)                                      | 20          | 6 يناير 2015  | 1.29                                | 0.6               | 26 أكتوبر 2015   | 0.83                            | 0.3               | 2015           |                       |
| 5      | الثلاثاء 9:00 مساءً (31 يناير - 11 أبريل 2017)                                                                                        | 10          | 31 يناير 2017 | 0.60                                | 0.2               | 11 أبريل 2017    | 0.49                            | 0.2               | 2017           |                       |

### جوائز و ترشيحات
| عام  | جائزة                    | الفئة                                             | مستلم                     | نتيجة |
| ---- | ------------------------ | ------------------------------------------------- | ------------------------- | ----- |
| 2011 | جوائز الما               | الممثلة التلفزيونية المفضلة - دور الدعم           | كونستانس ماري             | رُشِّح   |
| 2011 | جوائز المشهد الأمريكي    | جوائز المشهد الأمريكي                             | بدلتا عند الولادة         | فوز   |
| 2011 | جوائز اختيار المراهقين   | اختيار برنامج تلفزيوني صيفي                       | بدلتا عند الولادة         | رُشِّح   |
| 2011 | جوائز اختيار المراهقين   | اختيار نجمة تلفزيون الصيف - ذكر                   | لوكاس جرابيل              | رُشِّح   |
| 2011 | جوائز اختيار المراهقين   | Choice Summer TV Star - Female                    | فانيسا مارانو             | رُشِّح   |
| 2011 | جوائز اختيار المراهقين   | اختيار نجم بريكآوت                                | كاتي لوكليرك              | رُشِّح   |
| 2011 | جوائز اختيار المراهقين   | اختيار نجم بريكآوت                                | شون بيردي                 | رُشِّح   |
| 2012 | جوائز الما               | الممثلة التلفزيونية المفضلة - دور الدعم           | كونستانس ماري             | فوز   |
| 2012 | جوائز جرايسي             | ممثل أنثى بارز في دور داعم في سلسلة دراما أو خاصة | كونستانس ماري             | فوز   |
| 2012 | جوائز جرايسي             | منتج متميز - ترفيه                                | ليزي فايس ‏                | فوز   |
| 2012 | جوائز Imagen             | أفضل ممثلة مساعدة - تلفزيون                       | كونستانس ماري             | رُشِّح   |
| 2012 | جوائز Imagen             | أفضل برنامج Primetime                             | تم استبداله اثناء الولادة | فوز   |
| 2012 | جوائز بيبودي             | جوائز بيبودي                                      | تم استبداله اثناء الولادة | فوز   |
| 2012 | جوائز TCA                | الإنجاز المتميز في برامج الشباب                   | تم استبداله اثناء الولادة | فوز   |
| 2013 | جوائز Imagen             | أفضل برنامج TV Primetime                          | تم استبداله اثناء الولادة | رُشِّح   |
| 2013 | جوائز Imagen             | أفضل ممثلة مساعدة - تلفزيون                       | كونستانس ماري             | فوز   |
| 2013 | جوائز وصول وسائل الإعلام | جائزة جمعية اختيار الممثلين الأمريكية             | ديدي برادلي               | فوز   |
| 2013 | جوائز وصول وسائل الإعلام | جائزة RJ Mitte للتنوع                             | ريان لين                  | فوز   |
| 2013 | جوائز اختيار المراهقين   | الاختيار التلفزيوني - الدراما                     |                           | رُشِّح   |
| 2013 | جوائز اختيار المراهقين   | Choice TV الفاعل - الدراما                        | لوكاس جرابيل              | رُشِّح   |
| 2013 | جوائز اختيار المراهقين   | اختيار الممثلة التلفزيونية - الدراما              | فانيسا مارانو             | رُشِّح   |
| 2013 | جوائز TCA                | الإنجاز المتميز في برمجة الشباب                   | تم استبداله اثناء الولادة | رُشِّح   |
| 2013 | جوائز التلفزيون TwoCents | ملكات الدراما                                     | كاتي لوكليرك              | فوز   |
| 2014 | جوائز Imagen             | أفضل برنامج TV Primetime - الدراما أو الكوميديا   | تم استبداله اثناء الولادة | رُشِّح   |
| 2014 | جوائز Imagen             | أفضل ممثلة مساعدة - تلفزيون                       | كونستانس ماري             | رُشِّح   |
| 2014 | جوائز اختيار المراهقين   | Choice TV الفاعل - الدراما                        | لوكاس جرابيل              | رُشِّح   |
| 2014 | جوائز اختيار المراهقين   | الاختيار التلفزيوني - الدراما                     | بدلتا عند الولادة         | رُشِّح   |
| 2014 | جوائز TCA                | الإنجاز المتميز في برمجة الشباب                   | بدلتا عند الولادة         | رُشِّح   |

## معلومات الوسائط
قامت ABC Family بترويج المسلسل من خلال إطلاق لعبة على الإنترنت ، Switched at Birth: Hunt for the Code قبل أسبوع واحد من العرض الأول.  تركت باي ، فنانة الكتابة على الجدران ، صورتها الاستنسلية المميزة على عشرة مواقع مختلفة ، وبحث اللاعبون عن الصورة ورمزها المصاحب للحصول على نظرة خاطفة على المسلسل، ودخول سحب للفوز بـ 4000 دولار.  كل يوم من أيام الأسبوع ، نشر ABCFamily.com دليلين يشيران إلى موقع يعرض الصورة ، وأوعز للمستخدمين بمسح الرمز بواسطة قارئ علامات Microsoft بحثًا عن محتوى حصري.  بالإضافة إلى ذلك ، كان لكل رمز حرفين للجماهير لجمعها والدخول للفوز عند الانتهاء من تجميع رمز من عشرة أرقام. 

## روابط خارجية
- بدلتا عند الولادة على موقع IMDb (الإنجليزية)
- بدلتا عند الولادة على موقع ميتاكريتيك (الإنجليزية)
- بدلتا عند الولادة على موقع روتن توميتوز (الإنجليزية)
- بدلتا عند الولادة على موقع نتفليكس (الإنجليزية)
- بدلتا عند الولادة على موقع كينوبويسك (الروسية)
- بدلتا عند الولادة على موقع ألو سيني (الفرنسية)
- بدلتا عند الولادة على موقع قاعدة بيانات الفيلم (الإنجليزية)
- الموقع الرسمي
- موقع ABC Spark